# Jucundacris
Jucundacris is een geslacht van rechtvleugeligen uit de familie veldsprinkhanen (Acrididae). De wetenschappelijke naam van dit geslacht is voor het eerst geldig gepubliceerd in 1921 door Uvarov.

## Soorten
Het geslacht Jucundacris  is monotypisch en omvat slechts de volgende soort:
- Jucundacris pictipes (Walker, 1870)